# Hygrotus caspius
Hygrotus caspius är en skalbaggsart som först beskrevs av Wehncke 1875.  Hygrotus caspius ingår i släktet Hygrotus och familjen dykare. Inga underarter finns listade i Catalogue of Life.